# Apostolicae Curae

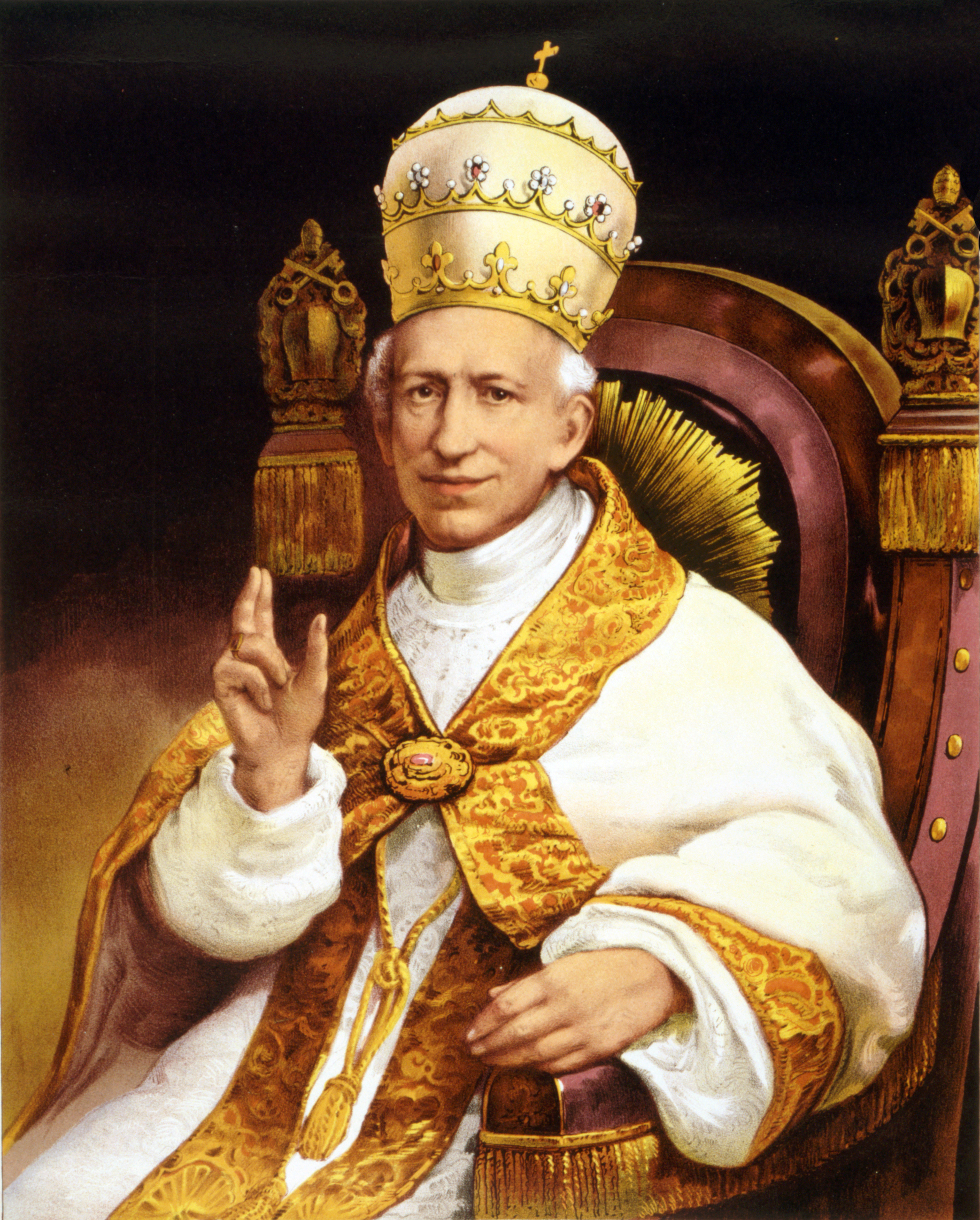
Paus Leo XIII

In de apostolische brief Apostolicae Curae van 13 september 1896 analyseert paus Leo XIII de ritussen van de Anglicaanse Kerk voor bisschop- en priesterwijding. In zijn besluit verklaart hij dat de wijding vanuit een rooms-katholiek standpunt ongeldig is. Deze brief werd beantwoord door de aartsbisschop van Canterbury en de aartsbisschop van York met de brief Saepius Officio van 19 februari 1897.

## Inhoud
Het belangrijkste bezwaar tegen de geldigheid van de anglicaanse wijdingen, was volgens Leo XIII het door hem veronderstelde gebrek aan intentie en de gewijzigde vorm van de anglicaanse ritus. Leo XIII stelde dat de anglicaanse ritus de bedoeling uitdrukt om een priesterschap te creëren dat afwijkt van het opofferend priesterschap van de Rooms-Katholieke Kerk. De wijding zou zijn gereduceerd tot slechts een kerkelijke instelling, een overeenkomst, afspraak of zegening, in plaats van een heilige schenking van genade door de handoplegging. Volgens Leo XIII is daarmee in de Anglicaanse Kerk de apostolische successie verloren gegaan. Doordat de formulering van de inwijding door de anglicanen opzettelijk was gewijzigd, hebben ze volgens de paus niet meer de bedoeling om 'te doen wat de Kerk doet'. Wat niet in twijfel kan worden getrokken is de ononderbroken opvolging bij handoplegging door bisschoppen die worden ingewijd met het Pontificale Romanum (soms aangeduid als 'het stokje doorgeven'). 

## Ontvangst
De Anglicaanse Kerk heeft niet officieel geantwoord op het schrijven van de paus. De anglicaanse bisschoppen van York en Canterbury zonden wel een antwoord. Het standpunt van deze anglicaanse bisschoppen was dat de vereiste referenties aan het opofferend priesterschap ook nooit hadden bestaan in oude Latijnse inwijdingsliturgieën, noch in de inwijdingen van de oosters-katholieke kerken, die de Rooms-Katholieke Kerk wel als geldig beschouwde. Dat was volgens hen inconsequent. In de rooms-katholieke visie zijn de verschillen tussen deze ritussen slechts een kwestie van gewoonte of traditie, zonder verdere bedoeling. Verder was het volgens de anglicanen toelaatbaar dat een nieuwe ritus werd ingevoerd, omdat dat tot de vrijheid van een plaatselijke of landelijke kerk hoorde en niet van Rome afhing.